# Diploschistes scruposus
Espèce
Diploschistes scruposus est une espèce de Lichen.